# Christoph Fahrner
Christoph Fahrner (* 1616 in Sulz am Neckar; † 1688?) war Schulmeister und Schultheiß in Löchgau, Speyerischer Domstiftschaffner, Heilmittelhersteller und Chemiker.
Er war ein Kontrahent von Johann Rudolph Glauber, dessen Deutschlands Wolfart er kritisierte und mit dem er sich in den Jahren 1655 bis 1659 einen Pamphletkrieg lieferte.
Spätestens seit 1642 ist Fahrner als Schulmeister in Löchgau nachweisbar. Er war damals 26 Jahre alt, muss also 1616 geboren sein. 1656 wurde er zum Schultheißen von Löchgau berufen. Das sehr häufig mit dem Schultheißenamt verbundene Amt des Verwalters der speyerischen Güter in Löchgau versah er seit 1647.
Schon in den letzten Kriegsjahren des Dreißigjährigen Kriegs hatte Fahrner begonnen, sich mit allerlei Arzneien zu beschäftigen. 1649 gab er das Schulmeisteramt auf und widmete sich intensiv der Chemie.
Entscheidend wurde für ihn die Bekanntschaft mit Johann Rudolph Glauber, dem Entdecker des nach ihm benannten Glaubersalzes, der als Pionier der Chemie in dieser Zeit gilt. Zwischen den beiden Chemikern wurden in der Folge mehrere Verträge über Lizenzgebühren geschlossen, die zu einem öffentlich ausgetragenen Streit führten. Trotz oder vielleicht auch gerade wegen der Glauber'schen Medienkampagne galt Fahrner auch weit entfernt von Württemberg als Autorität. Er zählte damals zweifellos zu den bedeutendsten Heilmittelherstellern und Chemikern im Lande.
Sein Nachfolger im Schultheißenamt sowie als speyerischer Schaffner wurde 1688 sein Sohn Johann Jakob Fahrner.

## Werke
- Christoff Fahrners/ [et]c. Widerlegung/ oder vilmehr Warnung/ Vor der groß prallenden Explicatio Miraculi mundi, und der betriegerischen genandten Wolfahrt Teutschlands Johann Rudolph Glaubers, damit der Kunstbegierige nicht in grossen Unkosten und Schaden gerahte/ sondern nur das nutzliche (welches zwar wenig) behalten/ und das böß und schädliche ablegen möge / Alles getreulich vom Autore selbsten mit nicht geringem Costen erfahren/ und deßwegen beschriben und an den Tag geben. Erschienen: Stuttgart: Rößlin, 1656.
- Ehrenrettung Christoff Fahrners Speyrischen Thumbstiffts Schaffners zu Löchgew/ Wider Die genandte Apologi, vielmehr aber lugenhaffte Lästerschrifft/ Johann Rudolph Glaubers: warinn gründlich erwisen/ und an den Tag geben wird/ was sowolen von Glaubers Person/ als seinen ... Künsten zu halten / Sampt Angehenckter Verantwortung Anthonii Nissen/ wegen Glaubers unbilllichen Schmähung- und Verleumbdungen. Ausgabe: Zum andernmal auffgelegt. Erschienen: Stuttgart: Rößlin, 1656.
- Glauberus Nondum Vivus. Das ist: nicht dem lebendig-todten Glauber zur Antwort: sondern nur dem günstigen Leser zur Kurtzweil oder Nachdencken gegebener Appendix, Stuttgart: Johann Weyrich Rößlin:1657.